# Східна Словаччина
Схі́дна Слова́ччина (словац. Východné Slovensko, нім. Ostslowakei) — східна частина Словаччини, історично-традиційний та туристичний регіон, а саме:
- у широкому сенсі: територія Словаччини на схід від Штрбски поріг (od Štrbského prahu), Низьких Татр, східна частина Словацьких Рудних гір та територія на схід від них;
  - до Східної Словаччини належать: Попрадска котліна (Popradská kotlina), Списька Маґура, П'єніни, Любовнянська височина, Чергівські гори, Левоцькі гори, Бахурень, Шариська височина, Горнадська низовина (Hornádska kotlina), Браниско, Ч'єрна Гора, Кошицька низовина (Košická kotlina), Низькі Бескиди, Східні Бескиди, Солоні гори, Beskydské predhorie, Східно-Словацька низовина, Вигорлат і Земплінске Врхи[3].
- у строгому сенсі слова: як у східній частині Словаччини — на схід від Левоцьких і Воловських гір[4].
- адміністративна одиниця 1960—1990 рр: Східно-Словацька область (Východoslovenský kraj)
- у статистиці Євростату (з кінця 20. століття): RŠÚJ Východné Slovensko — статистичний регіон NUTS 2 — територія Пряшівського та Кошицького країв

## Поділ
| NUTS 2 регіон: RŠÚJ Východné Slovensko ·· код: SK04 | NUTS 2 регіон: RŠÚJ Východné Slovensko ·· код: SK04 | NUTS 2 регіон: RŠÚJ Východné Slovensko ·· код: SK04 | NUTS 2 регіон: RŠÚJ Východné Slovensko ·· код: SK04 | NUTS 2 регіон: RŠÚJ Východné Slovensko ·· код: SK04 |
| NUTS 3                                              | NUTS 3                                              | Місцева адміністративна одиниця 1                   | Місцева адміністративна одиниця 1                   |                                                     |
| Область                                             | код                                                 | Округ                                               | код                                                 |                                                     |
| --------------------------------------------------- | --------------------------------------------------- | --------------------------------------------------- | --------------------------------------------------- | --------------------------------------------------- |
| Пряшівський край                                    | SK041                                               | Округ Бардейов                                      | SK0411                                              |                                                     |
| Пряшівський край                                    | SK041                                               | Округ Гуменне                                       | SK0412                                              |                                                     |
| Пряшівський край                                    | SK041                                               | Округ Кежмарок                                      | SK0413                                              |                                                     |
| Пряшівський край                                    | SK041                                               | Округ Левоча                                        | SK0414                                              |                                                     |
| Пряшівський край                                    | SK041                                               | Округ Меджилаборце                                  | SK0415                                              |                                                     |
| Пряшівський край                                    | SK041                                               | Округ Попрад                                        | SK0416                                              |                                                     |
| Пряшівський край                                    | SK041                                               | Округ Пряшів                                        | SK0417                                              |                                                     |
| Пряшівський край                                    | SK041                                               | Округ Сабинів                                       | SK0418                                              |                                                     |
| Пряшівський край                                    | SK041                                               | Округ Снина                                         | SK0419                                              |                                                     |
| Пряшівський край                                    | SK041                                               | Округ Стара Любовня                                 | SK041A                                              |                                                     |
| Пряшівський край                                    | SK041                                               | Округ Стропков                                      | SK041B                                              |                                                     |
| Пряшівський край                                    | SK041                                               | Округ Свидник                                       | SK041C                                              |                                                     |
| Пряшівський край                                    | SK041                                               | Округ Вранов-над-Топльоу                            | SK041D                                              |                                                     |
| Кошицький край                                      | SK042                                               | Округ Ґелніца                                       | SK0421                                              |                                                     |
| Кошицький край                                      | SK042                                               | Округ Кошице I                                      | SK0422                                              |                                                     |
| Кошицький край                                      | SK042                                               | Округ Кошице II                                     | SK0423                                              |                                                     |
| Кошицький край                                      | SK042                                               | Округ Кошице III                                    | SK0424                                              |                                                     |
| Кошицький край                                      | SK042                                               | Округ Кошице IV                                     | SK0425                                              |                                                     |
| Кошицький край                                      | SK042                                               | Округ Кошиці-околиця                                | SK0426                                              |                                                     |
| Кошицький край                                      | SK042                                               | Округ Михайлівці                                    | SK0427                                              |                                                     |
| Кошицький край                                      | SK042                                               | Округ Рожнява                                       | SK0428                                              |                                                     |
| Кошицький край                                      | SK042                                               | Округ Собранце                                      | SK0429                                              |                                                     |
| Кошицький край                                      | SK042                                               | Округ Спішска Нова Вес                              | SK042A                                              |                                                     |
| Кошицький край                                      | SK042                                               | Округ Требішов                                      | SK042B                                              |                                                     |